# BMW R35
De BMW R 35 is een motorfiets van het merk BMW, die ook als EMW R 35 bekend werd.

## 1937-1940: BMW R 35
De BMW R 35 was een beetje een buitenbeentje toen hij in 1937 op de markt kwam. Op de eerste plaats had BMW het jaar ervoor haar nieuwe buisframes geïntroduceerd, op de R 5 en de R 6, waar zelfs de "low budget" R 20 mee was uitgerust. Ook de telescoopvork met oliedemping was op die machines toegepast. Maar de R 35 had nog het oude geklonken plaatframe, terwijl de telescoopvork ongedempt was. Ook de plaats van de dynamo, op de R 20 al op het voorste krukas-einde, was weer, zoals op de oude R 4, links boven op het motorblok. Er was alleen een handversnellingspook, terwijl al vanaf 1936 voetschakeling was gebruikt. Voor het frame zou kunnen gelden dat men hier de "overtollig geproduceerde" frames mee kon opmaken, maar de voorvork zonder demping was beslist niet op voorraad. Feitelijk was de R 35 een R 4 met een kleinere boring, met de cilinderkop van de R 3. Waarschijnlijk wilde men, toen de oorlogsdreiging steeds duidelijker werd, toch een zo goedkoop mogelijk, duurzaam en betrouwbaar product op de markt zetten. Zeker is dat de machine ook in het Duitse leger tijdens de Tweede Wereldoorlog is ingezet. De R 35 was duidelijk ontwikkeld als "Behördenmaschine".

## Tweede Wereldoorlog
De hele motorfietsproductie werd bij aanvang van de oorlog naar Eisenach overgebracht, om in München ruimte te maken voor de productie van vliegtuigmotoren. In Eisenach had BMW al in 1928 de Fahrzeugfabrik Eisenach (FFE) overgenomen. In 1940 werd de productie van de R 35 beëindigd, omdat de motor niet meer voldeed aan de militaire eisen. Na de oorlog was de fabriek in Eisenach weliswaar zwaar beschadigd, maar een groot deel van de machines was opgeslagen in verschillende kalizoutmijnen in de omgeving. Daar lagen ook onderdelen om - met uitzondering van de frames - nog ongeveer 1.000 BMW R 35's te maken. Adolf Hitler had bevolen de fabriek in april 1945 op te blazen, maar de Amerikanen vielen al op 6 april Eisenach binnen, te vroeg om de fabriek nog op te blazen. In juli kwam Eisenach in de Sovjet-bezettingszone te liggen. Om ontmanteling van de fabriek te voorkomen, toonde men maarschalk Georgi Schukow een BMW 321 auto. Juist vanwege de productie van auto's had BMW de fabriek immers ooit overgenomen en zij waren dan ook het hoofdproduct. De maarschalk was kennelijk onder de indruk want hij gaf opdracht er nog vijf te produceren. De Russen hadden ook ervaring met BMW motorfietsen, want al in 1939 had het Russische leger via Zweedse tussenpersonen vijf BMW R 71 zijspancombinaties gekocht. Deze motorfietsen waren geheel uit elkaar gehaald en gekopieerd. In 1941 werden de eerste machines onder de naam "M 72" gepresenteerd. Ze werden vrijwel uitsluitend voor militair gebruik gebouwd bij de "Irbitskij Mototsikletnij Zavod" (IMZ Ural).
Zo kreeg de fabriek het bevel uit de restvoorraden 220 R 35's te bouwen. Toen deze waren goedgekeurd kreeg de "Fahrzeug- und Maschinenfabrik Thüringen", zoals de fabriek nu werd genoemd, opdracht de R 35 weer in productie te nemen, in eerste instantie nog als herstelbetaling aan de Sovjet-Unie. De minister-president van de deelstaat Thüringen onteigende de fabriek in september 1945, ondanks protesten van BMW. De fabriek viel nu onder de vennootschap Awtowelo en maakte vanaf nu deel uit van de Sovjet planeconomie. In 1945 moesten nog 70 motorfietsen gebouwd worden, maar het werden er slechts 16.

## 1952-1955: EMW R 35/2 en R 35/3
De productie van de BMW auto's én de R 35 ging tot 1955 gewoon door. In eerste instantie nog gewoon met het BMW-logo op het frame, om op die manier de Westerse markt te kunnen bedienen. Dit was BMW uiteraard een doorn in het oog. De fabriek in München kroop maar langzaam uit het dal en had bovendien van de geallieerden beperkingen opgelegd gekregen waardoor men slechts mondjesmaat kon produceren. Toen het Landesgericht Düsseldorf in 1950 besloot dat er economische sancties zouden volgen, werd fabriek in Eisenach omgedoopt tot VEB Automobilwerk Eisenach, maar men voerde de merknaam EMW (Eisenacher Motorenwerk). Het logo werd slechts licht gewijzigd: wat blauw was werd rood en in de zwarte rand kwam "Eisenacher Motorenwerk" te staan. De typenamen van zowel de auto's als de motorfietsen veranderden in eerste instantie niet. Zo ging de BMW R 35 "EMW R 35" heten. De productieaantallen van de eerste jaren zijn niet bekend, maar de aantallen stegen tussen 1949 en 1955 van 4.250 naar 13.700. In tegenstelling tot wat men later van producten uit de DDR gewend raakte, werden de motorfietsen zelfs gemoderniseerd. In 1952 werd de R 35 voorzien van hydraulische schokdemping in de voorvork en bovendien werden de beschermrubbers van de vork vervangen door stalen buizen. De naam werd nu "R 35/2". In 1953 werd de machine voorzien van plunjervering achter, een systeem dat door BMW vanaf 1938 op zwaardere modellen al was ingevoerd. Het frame werd verlengd en verstevigd, de carterventilatie gewijzigd, en voetschakeling toegepast. Dit werd de R 35/3.
In (inmiddels) West-Duitsland kreeg de R 35 na 1940 geen opvolger (pas in 1948 verscheen de R 24, maar die mat slechts 250cc), maar eigenlijk kunnen de EMW R 35/2 en R 35/3 als zodanig worden beschouwd.

## Technische gegevens
| Periode            | 1937-1940                      | 1937-1940                    | 1937-1940                    |
| Categorie          | toermotor                      | toermotor                    | toermotor                    |
| Motortype          | kopklepmotor                   | kopklepmotor                 | kopklepmotor                 |
| Bouwwijze          | langsgeplaatste eencilinder    | langsgeplaatste eencilinder  | langsgeplaatste eencilinder  |
| Boring             | 72 mm                          | 72 mm                        | 72 mm                        |
| Slag               | 84 mm                          | 84 mm                        | 84 mm                        |
| Cilinderinhoud     | 340 cc                         | 340 cc                       | 340 cc                       |
| Max. vermogen      | 9 kW/12 pk (later 10 kW/14 pk) |                              |                              |
| Topsnelheid        | 103 km/h                       | 103 km/h                     | 103 km/h                     |
| Aandrijving        | as                             | as                           | as                           |
| Rijwielgedeelte    | dubbel wiegframe, plaatframe   | dubbel wiegframe, plaatframe | dubbel wiegframe, plaatframe |
| Droog gewicht      | 170 kg                         | 170 kg                       | 170 kg                       |
| Max. totaalgewicht | 365 kg                         | 365 kg                       | 365 kg                       |
| Tankinhoud         | 12 ltr                         | 12 ltr                       | 12 ltr                       |
| Voorganger         | R 4                            | R 4                          | R 4                          |
| Opvolger           | EMW R 35/2 en R 35/3           | EMW R 35/2 en R 35/3         | EMW R 35/2 en R 35/3         |